# Huangtukan
Huangtukan (kinesiska: 黄土坎乡, 黄土坎) är en socken i Kina. Den ligger i provinsen Hebei, i den norra delen av landet, omkring 240 kilometer nordost om huvudstaden Peking. Antalet invånare är 10 531. Befolkningen består av 5 180 kvinnor och 5 351 män. Barn under 15 år utgör 18,0 %, vuxna 15-64 år 70 %, och äldre över 65 år 10,0 %.
Genomsnittlig årsnederbörd är 635 millimeter. Den regnigaste månaden är juni, med i genomsnitt 161 mm nederbörd, och den torraste är januari, med 2 mm nederbörd.